# ウサギバブル
ウサギバブル（うさぎバブル、英: rabbit mania）とは、明治初期に東京府（現・東京都）を中心に起こったウサギに対する投機的流行のことである。

## 概要
明治4年（1871年）頃からウサギの流行が始まり、明治5年（1872年）頃には東京の富裕層を中心に外来種のカイウサギが珍重され、愛玩用としての飼育や品種改良のための交配が行われるようになった。そして、それを買い求める人の増加によりウサギの価格が高騰し、投機目的での飼育や奸商の登場に繋がった。明治6年（1873年）に流行のピークを迎えるが、その後、ウサギの飼育・売買を制限するために兎集会の禁止や兎税の導入が行われ、明治13年（1880年）頃には流行が衰退した。

## 沿革
明治4年（1871年）から始まったウサギの流行は、明治5年（1872年）の春頃に外国種の耳長兎へ人気が集まったことにより本格化していく。そして、「兎会」と称して待合茶屋などにウサギを持ち寄り、ウサギの値段や毛色を争うようになる。後に交配により、黒毛の斑紋を持った白兎「更紗兎」が生まれ、種付用雄兎が200 - 600円、種付料が2 - 3円という値段で取引が行われるようになる。
明治5年（1872年）7月、大阪府から兎売買の市立・集会の禁止に関する布令が出される。
明治6年（1873年）1月18日、東京府から兎会を禁止する下記の布令が出される。
明治6年（1873年）12月7日、東京府から区々戸長に向けて、ウサギの売買をする者は区扱所に届け出をすること、ウサギ1羽につき毎月1円の税金を納めること、無届けの場合にはウサギ1羽につき2円の過怠金を徴収すること等を定めた下記の兎取締の布達が出される。
上記の布達が出されたことにより、ウサギの価格は暴落し、布達に従って納税する者の他、ウサギを殺処分したり川に流したりする者、床下に隠す者、東京以外の者に売る者が出てくる。
明治9年（1876年）4月27日、東京府は、兎税を含む東京府の風俗に関する各種税金の収納期限の変更及び徴税当局を区扱所から区務所に変更する改正を行う。
同年5月9日、明治6年（1873年）の兎取締の布達を下記の内容に改正する布達が出され、5月15日に施行される。
この改正では、税額などに変わりはないが、隠れてウサギを畜養した場合には、2円の過怠金の徴収に加えて隠匿期間分の税額の追徴及びウサギの没収を課し、更に密告者には過怠金の半額を給付することとして、改正前の府達より厳しい内容とした。このように罰則を厳しくし、相互監視体制を築いたことにより、ウサギの飼育や売買をする者が減少する。
明治12年（1879年）6月4日、営業税雑種税賦課規則を布達した際に、6月30日を以て兎税等の府税を廃止する下記の布達が出される。
これにより、再びウサギの飼育や売買をする者が増えて再流行の兆しを見せるが、明治13年（1880年）2 - 3月頃にはウサギの飼育や売買も衰退していった。

## ウサギバブルの後
畜産としてのウサギの需要は伸びており、家畜としてのウサギ飼育の為の指南書が複数出版された。これにより、ウサギ飼育の為のコストやキャピタル・ゲインが予測できるようになり、これに見合った投資が行われるようになった。

## その他
平成24年（2012年）に誕生した東京地方税理士会のイメージキャラクター「トッチーくん」は、兎税にちなみウサギをモチーフにデザインされている。